# Spirobolellus solitarius
Spirobolellus solitarius är en mångfotingart som beskrevs av Carl 1912. Spirobolellus solitarius ingår i släktet Spirobolellus och familjen slitsdubbelfotingar. Inga underarter finns listade i Catalogue of Life.